# Max Beerbohm

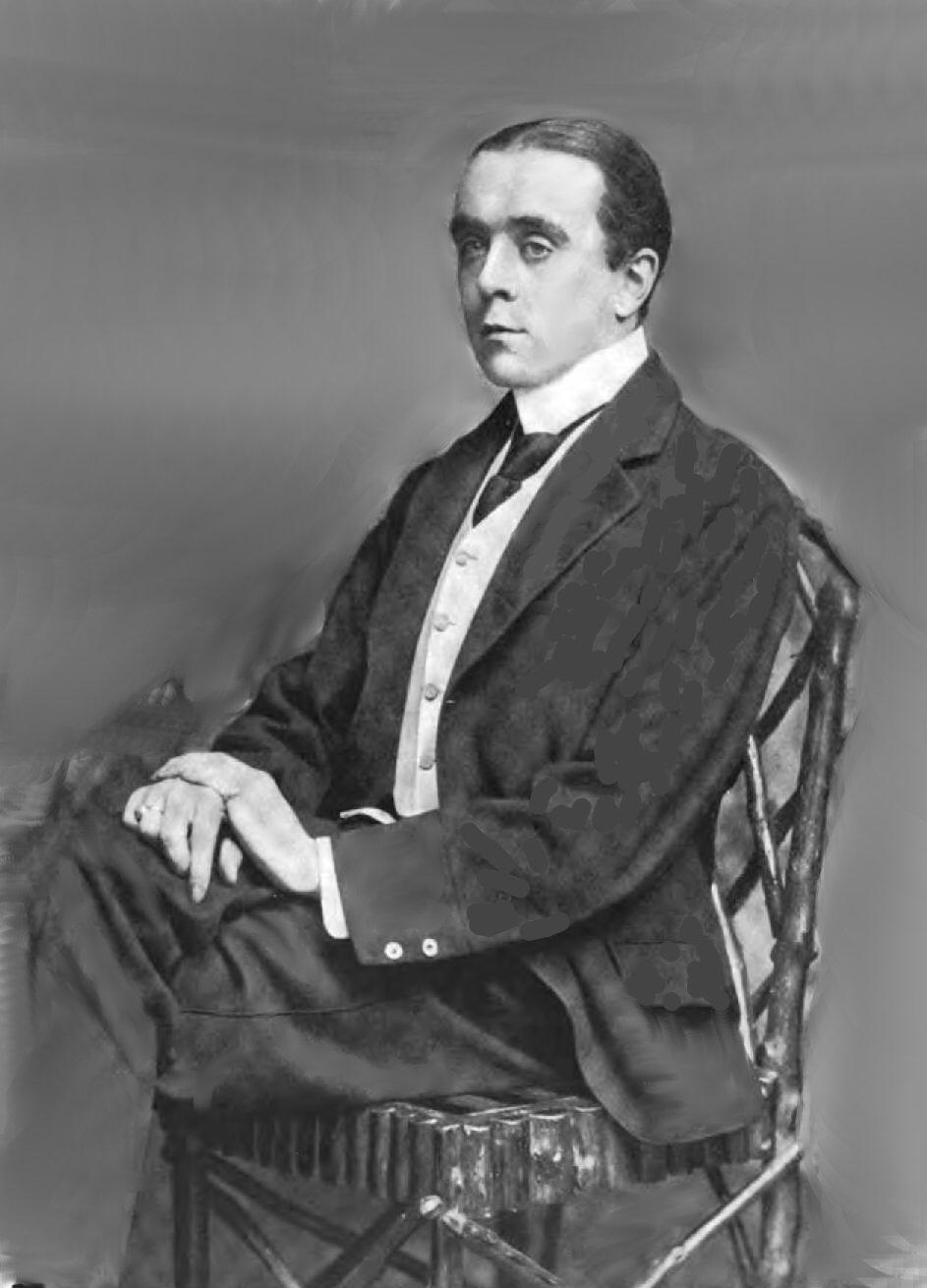
Max Beerbohm

Henry Maximilian (Max) Beerbohm (Londen, 24 augustus 1872 – Rapallo, 20 mei 1956) was een Engels schrijver, essayist en karikaturist. Hij wordt beschouwd als de 'last dandy standing'.

## Leven en werk
Beerbohm was een jongere broer van de bekende acteur Herbert Beerbohm Tree en kreeg zijn opleiding aan de Universiteit van Oxford. Al op jonge leeftijd begon hij met tekenen en schrijven en spoedig werd hij opgenomen in de artistieke kring rondom George Bernard Shaw. Van 1894 tot 1897 was hij vaste medewerker van het provocatieve tijdschrift “The Yellow Book” en in 1896 debuteerde hij met een bundel essays, The Works of Max Beerbohm, waarin hij de gevestigde literaire orde stevig parodieert. Een belangrijke gebeurtenis in zijn leven was de opvolging van Shaw als toneelcriticus bij de “Saturday Review”, in 1898.
In 1910 huwde Beerbohm een Amerikaanse toneelspeelster en vestigde zich aan de Italiaanse Rivièra. Zijn bekendste werk is Zuleika Dobson (1911), een fantastische roman over de emotioneel desastreuze consequenties van het opduiken van een beeldschone avonturierster te midden van de studenten te Oxford. De academische wereld rond de eeuwwisseling wordt er met voor Beerbohm typerende subtiele ironie in beschreven.
De ironie die Beerbohm in zijn proza gebruikt sluit perfect aan bij de zachtgekleurde karikaturen die hij van de vele beroemdheden van zijn tijd heeft gemaakt. Op geestige wijze stelde hij de zelfvoldaanheid van de rijken aan de kaak, met name in zijn karikaturen, waarbij het effect berustte op een perfecte combinatie van voorstelling en onderschrift.
Beehrbohm schreef in zijn leven een groot aantal prozawerken, karikaturenbundels en essays, in welke hij steeds bewust een ‘pose met stijl’ aanneemt, zoals hij dat zelf noemde, grenzend aan het decadentisme. In 1939 werd hij geridderd als ‘official enfant terrible’. Tijdens de Tweede Wereldoorlog keerde hij terug naar Engeland, waar hij geregeld sprak voor de BBC-radio. Aan einde van zijn leven ging hij weer terug naar Rapallo, waar hij in 1956 op 83-jarige leeftijd stierf.

## Trivia
- Zuleika Dobson werd in 2002 gekozen in de Modern-Library lijst van 100 beste Engelstalige romans uit de twintigste eeuw.

### Proza
- The Works of Max Beerbohm, with a Bibliography by John Lane (1896)
- More (1899)
- Yet Again (1909)
- Zuleika Dobson; or, An Oxford Love Story (1911)
- A Christmas Garland, Woven by Max Beerbohm (1912)
- Seven Men (1919)
- Herbert Beerbohm Tree: Some Memories of Him and of His Art (1920, ed. Max Beerbohm)
- And Even Now (1920)
- A Peep into the Past (1923)
- Around Theatres (1924)
- A Variety of Things (1928)
- The Dreadful Dragon of Hay Hill (1928)
- Lytton Strachey: The Rede Lecture (1943)
- Mainly on the Air (1946; enlarged edition 1957)
- The Incomparable Max: A Collection of Writings of Sir Max Beerbohm (1962)
- Max in Verse: Rhymes and Parodies (1963, ed. J. G. Riewald)
- Letters to Reggie Turner (1964, ed. Rupert Hart-Davis)
- More Theatres, 1898–1903 (1969, ed. Rupert Hart-Davis)
- Max and Will: Max Beerbohm and William Rothenstein: Their Friendship and Letters (1975, ed. Mary M. Lago en Karl Beckson)
- Letters of Max Beerbohm: 1892–1956 (1988, ed. Rupert Hart-Davis)
- Last Theatres (1970, ed. by Rupert Hart-Davis)
- A Peep into the Past and Other Prose Pieces (1972)
- Max Beerbohm and "The Mirror of the Past" (1982, ed. Lawrence Danson)

### Karikatuurverzamelingen
- Caricatures of Twenty-Five Gentlemen (1896)
- The Poets' Corner (1904)
- A Book of Caricatures (1907)
- Cartoons: The Second Childhood of John Bull (1911)
- Fifty Caricatures (1913)
- A Survey (1921)
- Rossetti and His Circle (1922)
- Things New and Old (1923)
- Observations (1925)
- Heroes and Heroines of Bitter Sweet (1931) vijf tekeningen in een portfolio
- Max's Nineties: Drawings 1892–1899 (1958, ed. Rupert Hart-Davies en Allan Wade)
- Beerbohm's Literary Caricatures: From Homer to Huxley (1977, ed. J. G. Riewald)
- Max Beerbohm Caricatures (1997, ed. N. John Hall)

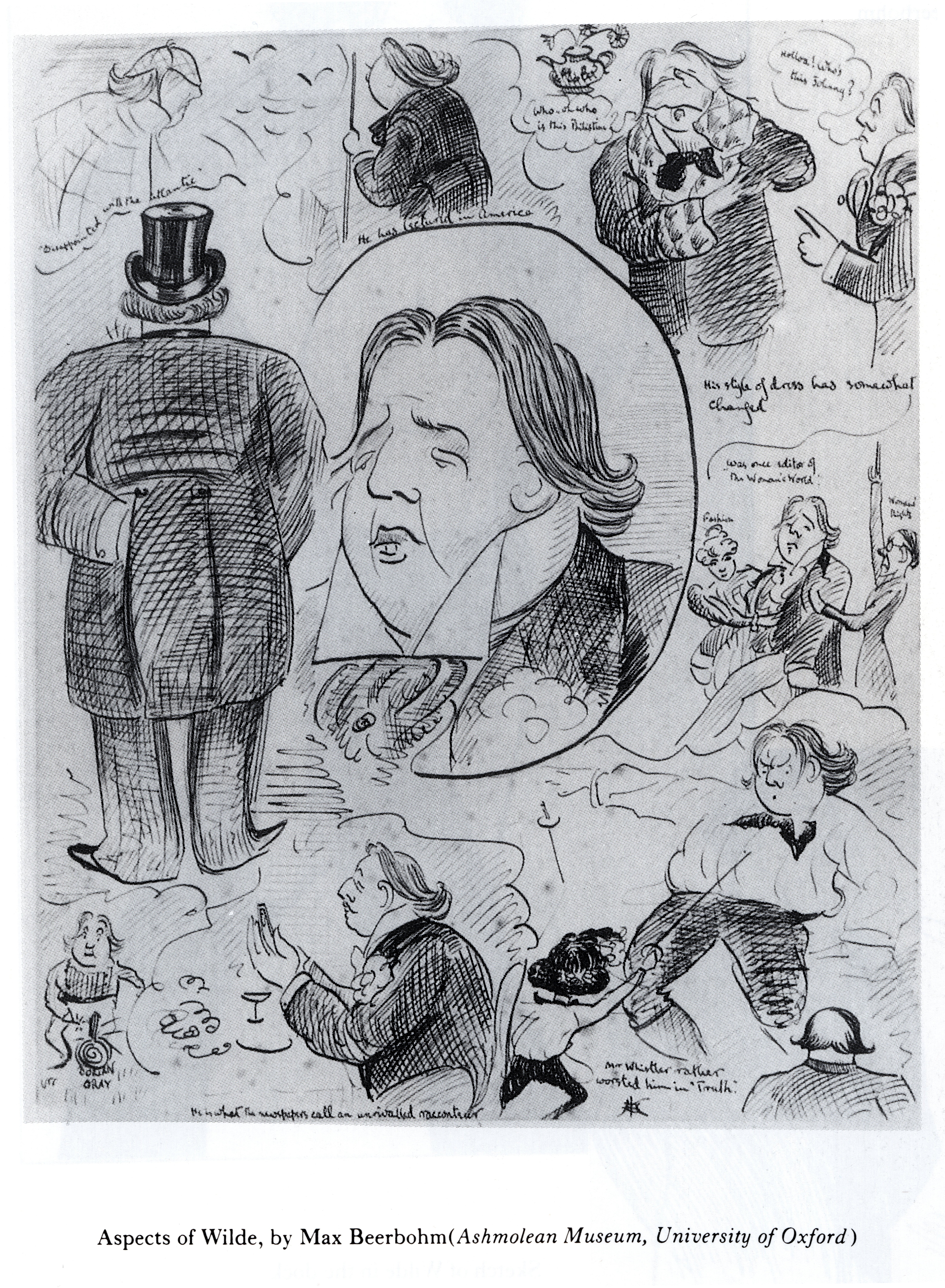
'Aspects of Wilde' door Max Beerbohm
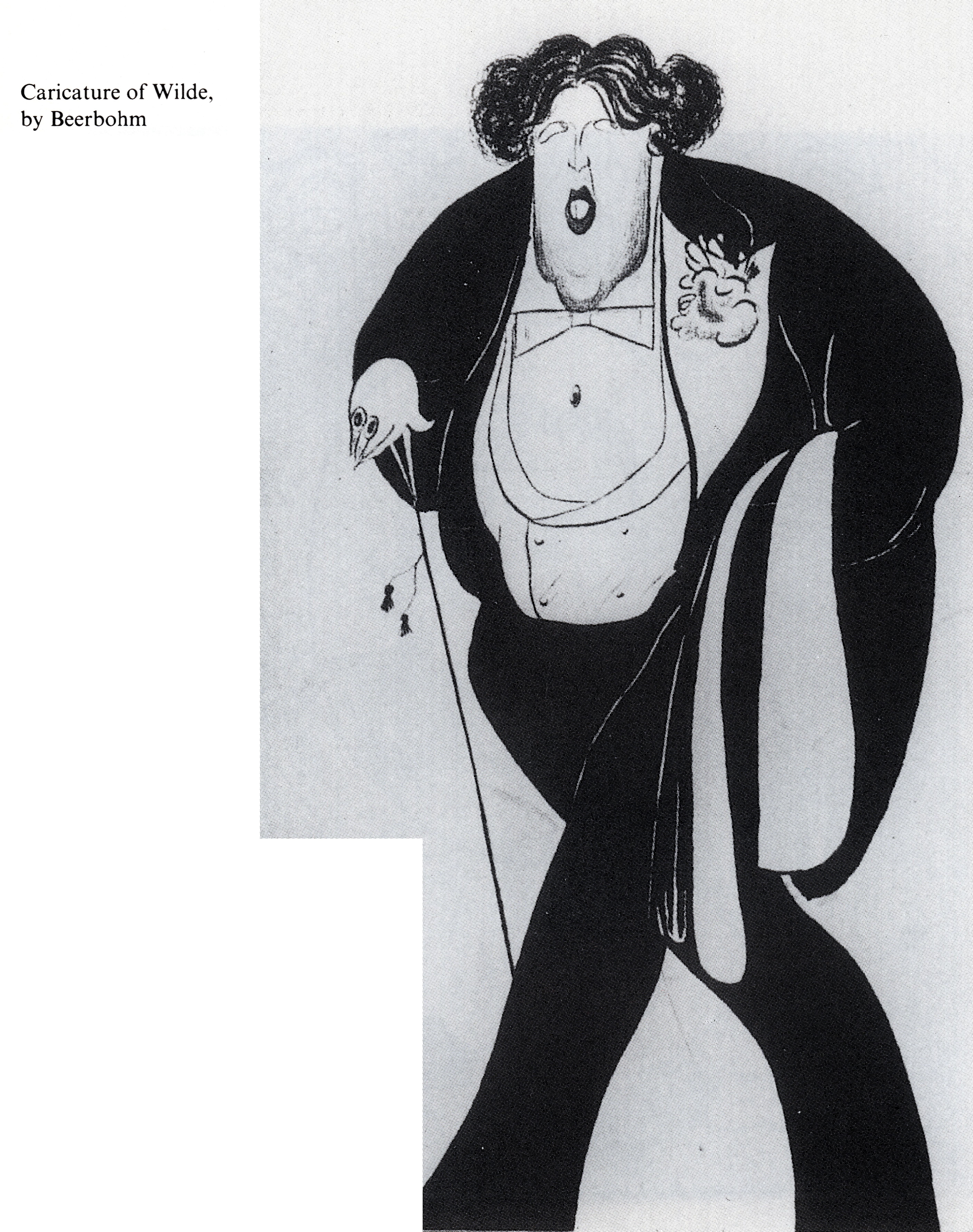
Wilde door Max Beerbohm